# Cognin
Ne doit pas être confondu avec Cognin-les-Gorges.
Cognin est une commune française située dans le département de la Savoie en région Auvergne-Rhône-Alpes.
Voisine de Chambéry, elle fait partie de l'agglomération chambérienne et du Grand Chambéry, dont elle est la 4e commune en nombre d'habitants.

## Géographie

### Situation
La commune de Cognin est située à l'ouest de Chambéry, siège de la préfecture du département de la Savoie. Son emplacement géologique présente la particularité d'être situé entre le massif des Alpes et le massif du Jura. Cognin se trouve en effet à la fois aux portes du massif de la Chartreuse (massif alpin) en prenant la direction des Échelles, et au départ de la route vers le col de l'Épine situé sur la chaîne de l'Épine, chaînon du Jura méridional.
Cette vicinité entre la chaîne de l'Épine et le massif de la Chartreuse se prolonge le long de la vallée de l'Hyères, jusqu'aux Échelles, et le massif du Jura se prolonge jusqu'à Voreppe avec le plateau du Grand-Ratz.
Il s'agit d'une commune assez peu étendue, d'une superficie totale de 448 hectares, répartis sur une altitude modestement variable : de 269 à 451 mètres, constatée principalement sur les premières hauteurs du massif de l’Épine en allant vers Vimines et Saint-Sulpice.
Cognin est en outre traversée en intégralité par la rivière Hyères, qui se jette dans la Leysse au niveau de Chambéry. Un autre cours d'eau, le Forézan, plus court, se jette dans l'Hyères à la limite ouest (avec Chambéry) de la commune.

### Communes limitrophes
Les communes limitrophes de Cognin sont Chambéry au nord et à l'est, Jacob-Bellecombette au sud-est, Montagnole et Saint-Cassin au sud et Vimines et Saint-Sulpice à l'ouest.
| Saint-Sulpice | Chambéry                   | Chambéry            |
| Saint-Sulpice | Cognin                     | Chambéry            |
| Vimines       | Saint-Cassin et Montagnole | Jacob-Bellecombette |

### Climat
Pour des articles plus généraux, voir Climat d'Auvergne-Rhône-Alpes et Climat de la Savoie.
En 2010, le climat de la commune est de type climat des marges montargnardes, selon une étude du Centre national de la recherche scientifique s'appuyant sur une série de données couvrant la période 1971-2000. En 2020, Météo-France publie une typologie des climats de la France métropolitaine dans laquelle la commune est exposée à un climat de montagne ou de marges de montagne et est dans la région climatique Alpes du nord, caractérisée par une pluviométrie annuelle de 1 200 à 1 500 mm, irrégulièrement répartie en été.
Pour la période 1971-2000, la température annuelle moyenne est de 11,4 °C, avec une amplitude thermique annuelle de 18,3 °C. Le cumul annuel moyen de précipitations est de 1 195 mm, avec 9,6 jours de précipitations en janvier et 7,5 jours en juillet. Pour la période 1991-2020, la température moyenne annuelle observée sur la station météorologique de Météo-France la plus proche, « Challes les Eaux », sur la commune de Challes-les-Eaux à 7 km à vol d'oiseau, est de 11,8 °C et le cumul annuel moyen de précipitations est de 1 147,6 mm,. Pour l'avenir, les paramètres climatiques de la commune estimés pour 2050 selon différents scénarios d'émission de gaz à effet de serre sont consultables sur un site dédié publié par Météo-France en novembre 2022.
| Mois                                  | jan.            | fév.             | mars             | avril           | mai           | juin           | jui.           | août           | sep.            | oct.            | nov.             | déc.             | année     |
| ------------------------------------- | --------------- | ---------------- | ---------------- | --------------- | ------------- | -------------- | -------------- | -------------- | --------------- | --------------- | ---------------- | ---------------- | --------- |
| Température minimale moyenne (°C)     | −1,8            | −1,5             | 1,7              | 5,1             | 9,5           | 13,2           | 15             | 14,6           | 11              | 7,2             | 2,3              | −1               | 6,3       |
| Température moyenne (°C)              | 2,3             | 3,6              | 7,8              | 11,4            | 15,6          | 19,4           | 21,5           | 21,1           | 16,9            | 12,3            | 6,5              | 2,9              | 11,8      |
| Température maximale moyenne (°C)     | 6,4             | 8,7              | 13,9             | 17,7            | 21,7          | 25,6           | 28,1           | 27,7           | 22,8            | 17,4            | 10,8             | 6,8              | 17,3      |
| Record de froid (°C) date du record   | −23 14.01.1960  | −22,1 15.02.1956 | −16,1 07.03.1970 | −8,1 08.04.1956 | −4 02.05.1962 | 0,3 03.06.1962 | 3,1 07.07.1962 | 3,9 21.08.1972 | −1,2 27.09.1972 | −6 30.10.1950   | −12,8 30.11.1973 | −19,9 03.12.1973 | −23 1960  |
| Record de chaleur (°C) date du record | 17,9 15.01.1975 | 21,9 28.02.1960  | 27,1 22.03.1990  | 29,5 21.04.18   | 33,7 24.05.09 | 37,5 19.06.22  | 39,8 31.07.20  | 40,9 24.08.23  | 33,7 10.09.23   | 30,6 04.10.1966 | 25,3 12.11.18    | 23,3 18.12.1989  | 40,9 2023 |
| Précipitations (mm)                   | 95,1            | 74               | 86,5             | 83,4            | 99,7          | 97,2           | 93,3           | 100,2          | 97,1            | 101,3           | 107,6            | 112,2            | 1 147,6   |

### Voies de communication et transports

#### Voies routières

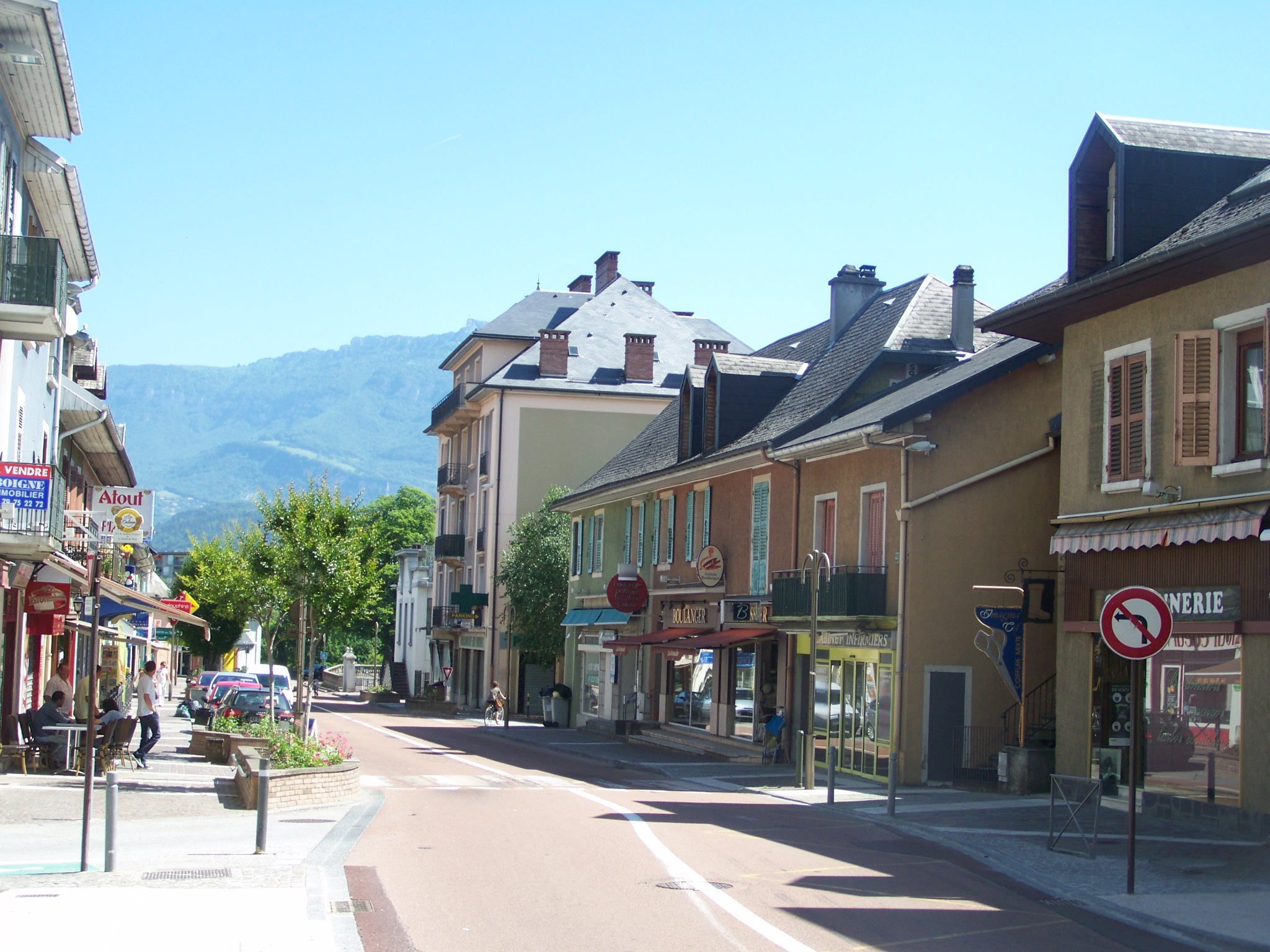
La D 1006 dans le centre de Cognin, en direction de Chambéry et de l'Italie.

La ville de Cognin est principalement traversée par l'actuelle D 1006, ex-Nationale 6 reliant Paris au col du Mont-Cenis (direction Turin et Milan en Italie). Elle arrive des Échelles au sud-ouest de la commune, la traverse sur environ 3 kilomètres avant d'entrer dans Chambéry.
Les deux autoroutes les plus proches sont l'A43 reliant Lyon à la Maurienne et l'A41 Nord venant d'Annecy et Aix-les-Bains. Toutes deux se rejoignent au niveau de la barrière de péage située plus au nord sur la commune de la Motte-Servolex et débouchent ensuite sur la RN 201 (voie rapide urbaine) qui traverse l'agglomération chambérienne du nord au sud, et dont la sortie permettant un accès à Cognin le plus rapide est la sortie 15.

#### Transport ferroviaire

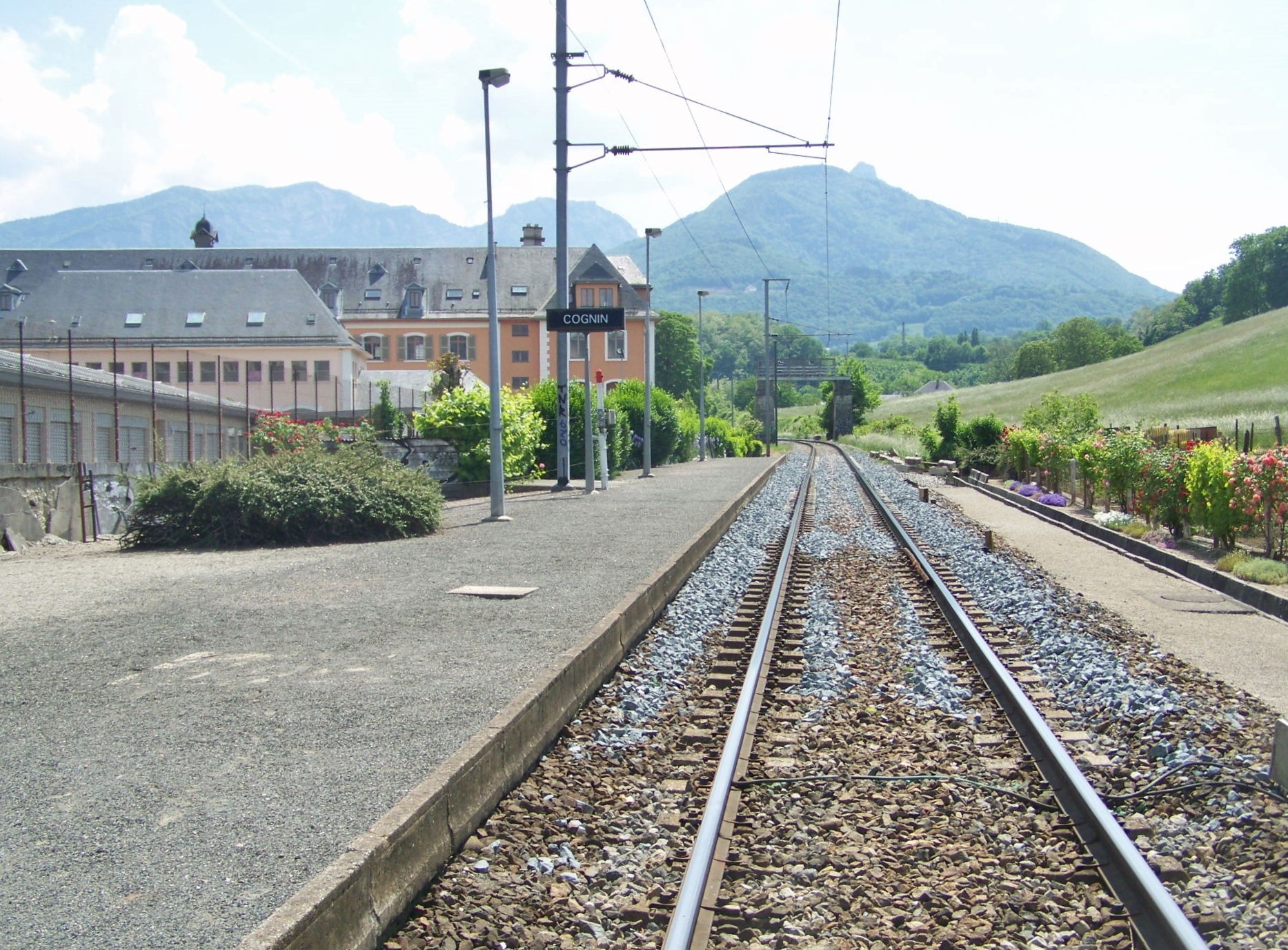
L'ancienne halte de Cognin.

La commune de Cognin voit passer sur son territoire la ligne de Saint-André-le-Gaz à Chambéry permettant de rejoindre Lyon. Le quai de l'ancienne gare de Cognin est toujours visible bien que la gare ne soit aujourd'hui plus en service. La gare ferroviaire la plus proche est donc la gare de Chambéry-Challes-les-Eaux située à environ 3 kilomètres.
Cette-dernière permet des liaisons par TER Auvergne-Rhône-Alpes vers Lyon, Annecy, Grenoble, Valence, Genève (Suisse), ainsi que vers les vallées savoyardes de la Maurienne (jusqu'à Modane) et de la Tarentaise (jusqu'à Bourg-Saint-Maurice). Des liaisons TGV existent également avec Paris, et vers Turin et Milan en Italie.

#### Transport aérien
L'aéroport le plus proche de la commune est l'aéroport de Chambéry-Savoie situé à moins d'une dizaine de kilomètres au nord, en allant vers le Bourget-du-Lac. L'aéroport permet des vols réguliers, principalement vers la Grande-Bretagne et les Pays-Bas, et les destinations sont plus nombreuses durant la période hivernale, en raison de la proximité des stations de sport d'hiver.
Un aérodrome, l'aérodrome de Chambéry - Challes-les-Eaux, est également situé sur la commune de Challes-les-Eaux à moins d'une dizaine de kilomètres, au sud-est de Chambéry.

##### Autobus

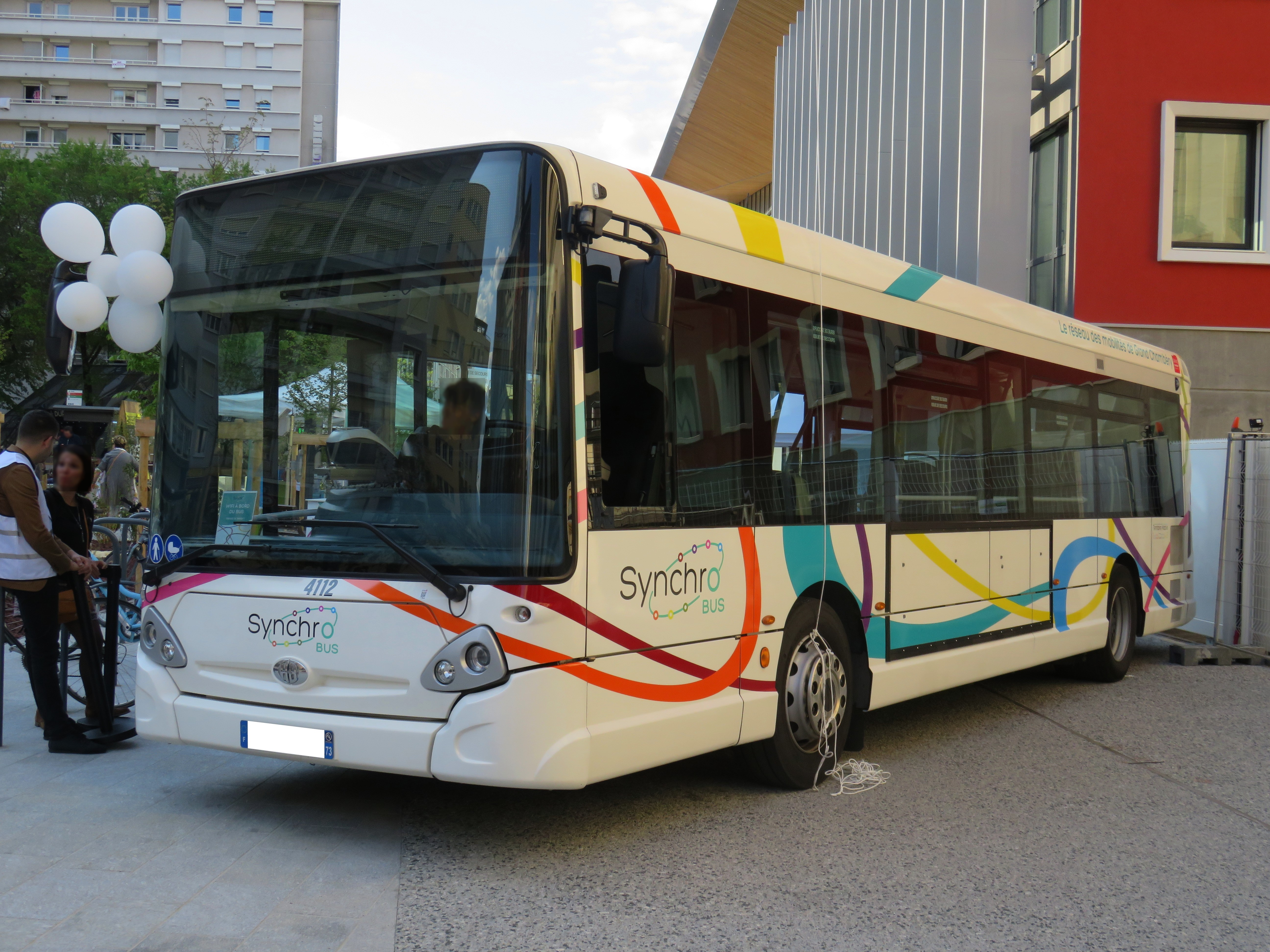
Un bus du réseau Synchro (réseau de transport), dans le centre-ville de Chambéry en avril 2019.

La commune est desservie par quatre lignes de bus du réseau Synchro (réseau de transport), géré conjointement par le Grand Chambéry et Keolis Chambéry. Les lignes concernées sont :
- la ligne   D  , qui relie Bissy à Saint-Alban-Leysse via le centre-ville de Chambéry et dessert 6 arrêts dans la commune (“Cognin Centre”, “Forgerie”, “Église Cognin”, “Lycée Agricole Cognin”, “Victor Hugo” et “Debussy”) ainsi que le parc relais Poterie.
- la ligne  16 , qui relie Saint-Cassin au collège de Cognin et dessert 4 arrêts dans la commune (“Les Clarines”, “Cognin Centre”, “Forgerie” et “Collège Henry Bordeaux”). En heures creuses, cette ligne est assurée en transport à la demande, ce qui permet, en réservant son trajet jusqu’à deux heures avant l’heure souhaitée, d’être récupéré par un bus et déposé à l’arrêt “Université Jacob”, d’où la ligne A assure des départs vers le centre-ville de Chambéry.
- la ligne  17 , qui relie Vimines au collège de Cognin et dessert 5 arrêts dans la commune (“Maupas”, “Soierie”, “Champenois”, “Forgerie” et “Collège Henry Bordeaux”). En heures creuses, cette ligne est assurée en transport à la demande, ce qui permet, en réservant son trajet jusqu’à deux heures avant l’heure souhaitée, d’être récupéré par un bus et déposé à l’arrêt “Forgerie”, d’où la ligne D assure des départs vers le centre-ville de Chambéry.
- la ligne  18 , qui relie La Motte-Servolex à Cognin via Saint-Sulpice et dessert 3 arrêts dans la commune (“Bégon”, “Collège Henry Bordeaux” et “Forgerie”). En heures creuses, cette ligne est assurée en transport à la demande, ce qui permet, en réservant son trajet jusqu’à deux heures avant l’heure souhaitée, d’être récupéré par un bus et déposé à l’arrêt “Forgerie”, d’où la ligne D assure des départs vers le centre-ville de Chambéry.

Une cinquième ligne, la ligne   C  , longe le territoire communal sur une courte distance. Cette ligne relie La Motte-Servolex à Challes-les-Eaux via le centre-ville de Chambéry et dessert un arrêt à la frontière cogneraude (“Stade Level”).
Le dimanche et les jours fériés, seules les lignes   C   et   D   circulent. Le réseau de nuit ayant été supprimé dans le cadre du nouveau réseau, Territoire Mobile, la commune ne voit plus de bus traverser son territoire après 20 ou 22 heures (selon les jours).

#### Voies cyclables

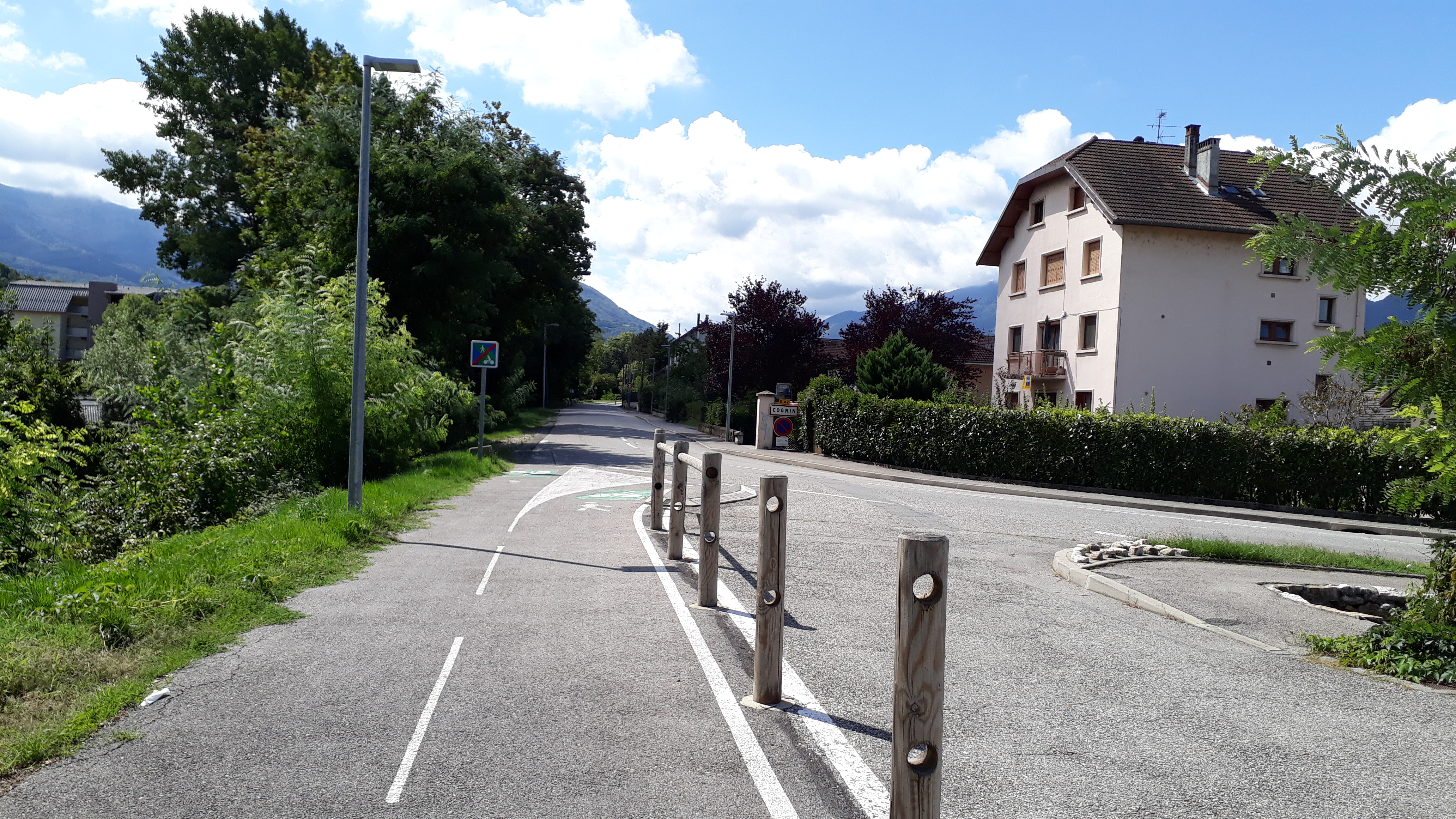
La rue de la Digue, parallèle à la D 1006 qui se trouve de l'autre côté de l'Hyères, à Chambéry.

La commune dispose de plusieurs axes secondaires peu fréquentés et parallèles au réseau primaire qui sont assez sûrs à emprunter du fait de leur faible trafic automobile, tels que la rue de la Digue le long de l'Hyères qui prolonge l'avenue verte nord de Chambéry.
La commune comporte également la plus ancienne piste cyclable physiquement délimitée de l'agglomération partant de Cognin et allant jusqu'à la Motte-Servolex. Celle-ci a été construite en 1979 du carrefour de la Voûte (actuel rond-point des Pyramides) jusqu'au collège Henry-Bordeaux ; la piste cyclable sera prolongée en 1991.

## Urbanisme

### Typologie
Au 1er janvier 2024, Cognin est catégorisée grand centre urbain, selon la nouvelle grille communale de densité à sept niveaux définie par l'Insee en 2022.
Elle appartient à l'unité urbaine de Chambéry, une agglomération intra-départementale regroupant 35  communes, dont elle est une commune de la banlieue,,. Par ailleurs la commune fait partie de l'aire d'attraction de Chambéry, dont elle est une commune du pôle principal,. Cette aire, qui regroupe 115 communes, est catégorisée dans les aires de 200 000 à moins de 700 000 habitants,.

### Occupation des sols
L'occupation des sols de la commune, telle qu'elle ressort de la base de données européenne d’occupation biophysique des sols Corine Land Cover (CLC), est marquée par l'importance des territoires agricoles (57,8 % en 2018), en diminution par rapport à 1990 (60 %). La répartition détaillée en 2018 est la suivante : 
zones agricoles hétérogènes (54,5 %), zones urbanisées (34,5 %), zones industrielles ou commerciales et réseaux de communication (4,2 %), forêts (3,6 %), prairies (3,3 %).
L'IGN met par ailleurs à disposition un outil en ligne permettant de comparer l’évolution dans le temps de l’occupation des sols de la commune (ou de territoires à des échelles différentes). Plusieurs époques sont accessibles sous forme de cartes ou photos aériennes : la carte de Cassini (XVIIIe siècle), la carte d'état-major (1820-1866) et la période actuelle (1950 à aujourd'hui).

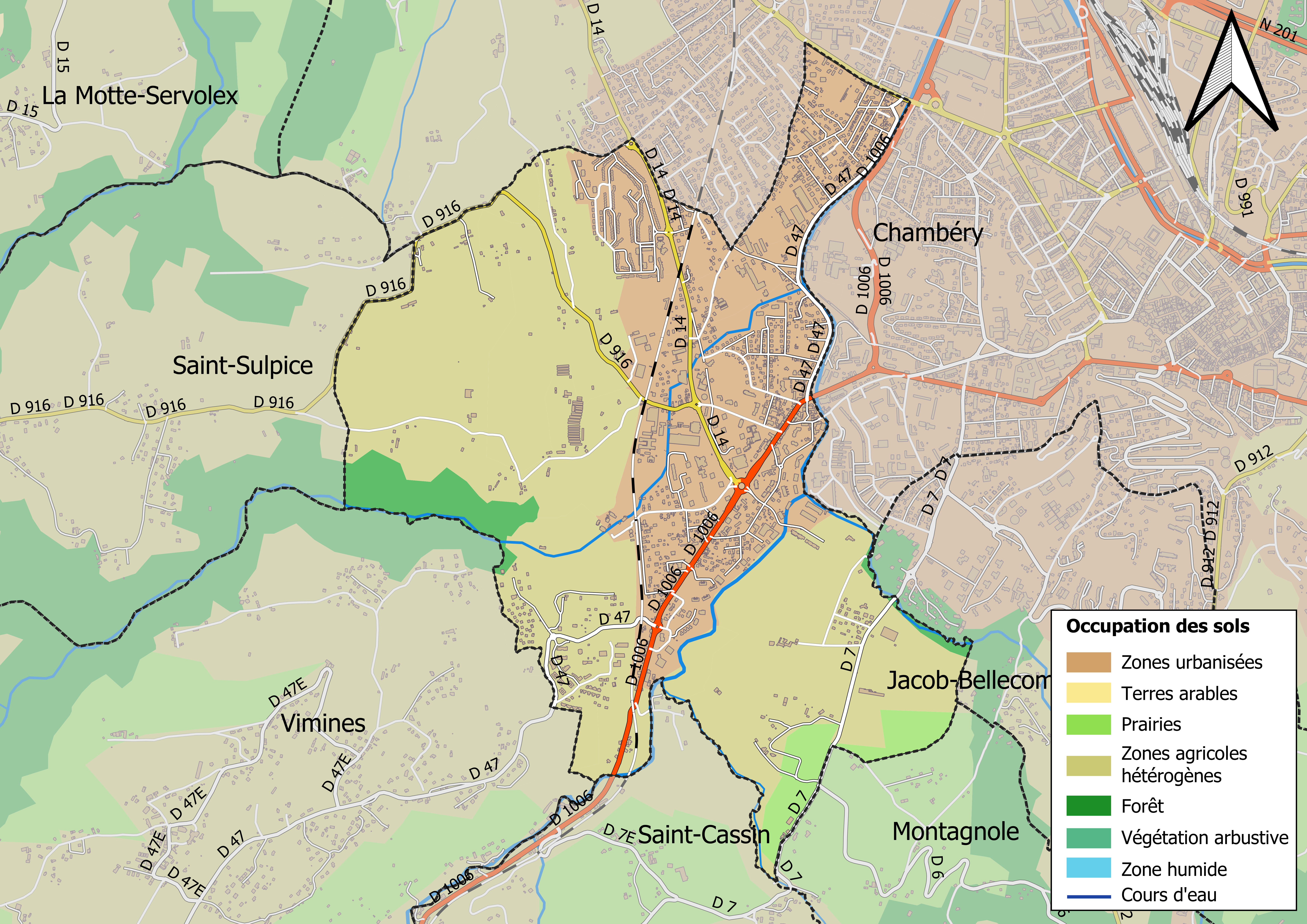
Carte des infrastructures et de l'occupation des sols en 2018 (CLC) de la commune.
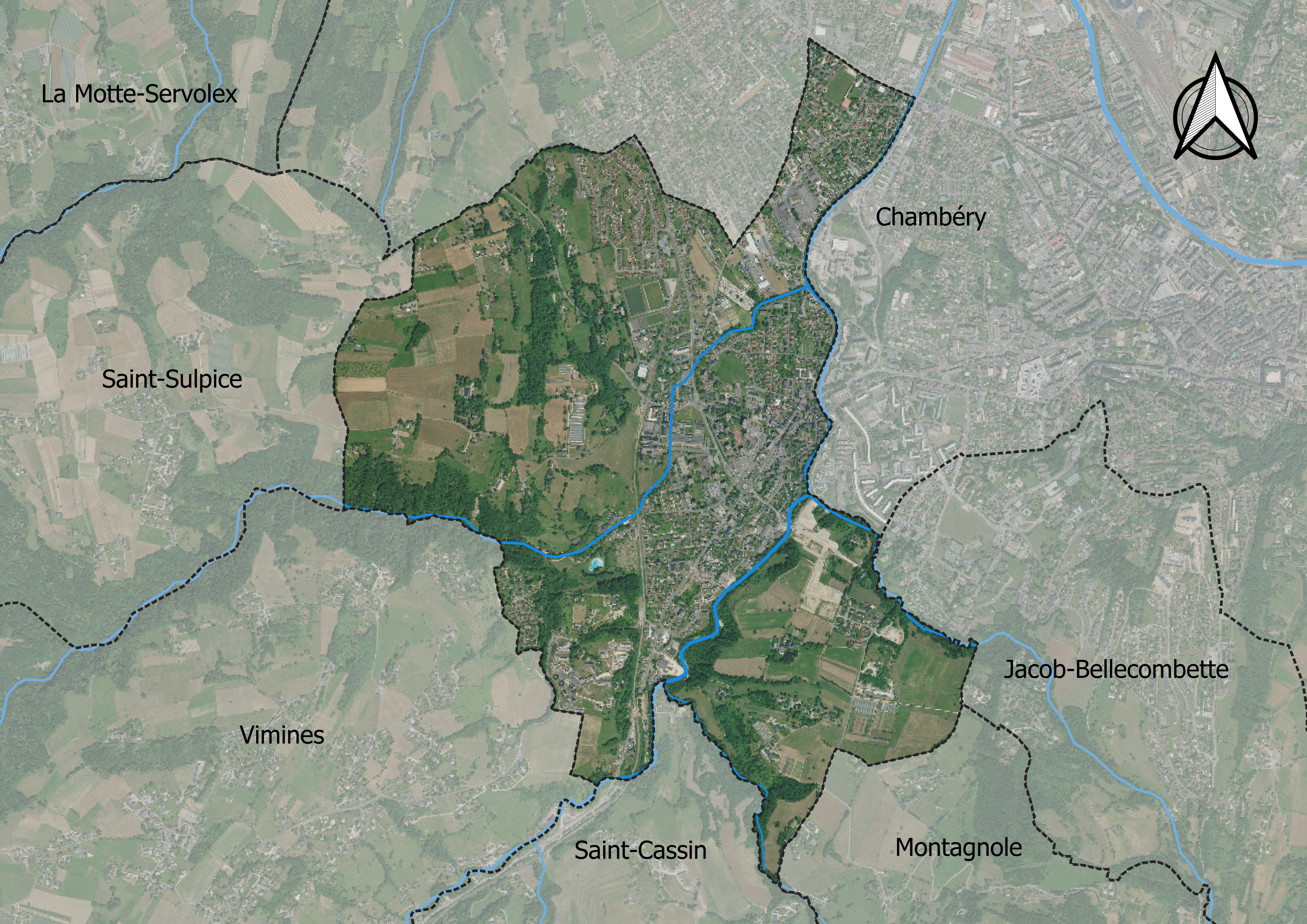
Carte orthophotogrammétrique de la commune.

## Toponymie
Les formes anciennes de Cognin que l'on trouve au cours de la période médiévale sont Cohonnium ou Codonianum ou Cogninum. Les différents actes mentionnent ainsi Ecclesia de Cohonnino (vers 1100, dans les cartulaires de l'église Cathédrale de Grenoble), Cognis (1232), Cognins (1238), Cognino (1340), Capellanus de Cogniaco (cart. Gre., XIVe siècle), Cogninum (1488), Cugny près Chambéry (1554),.
Le toponyme est formé à partir d'un nom d'homme gaulois *Cotonius, avec le suffixe -anum. Le chanoine Bernard Secret (1893-1968) avançait l'hypothèse d'un nom de « domaine d'un chef burgonde Coni ou Kuhn, le hardi ».
En francoprovençal, le nom de la commune s'écrit Konyin, selon la graphie de Conflans.

## Histoire

### Seconde guerre mondiale et occupation
Pendant la seconde guerre mondiale, la commune est le refuge de la famille Badinter. La mère de Robert, qui prend comme nom Robert Berthet, se réfugie là-bas avec ses deux fils alors que le père, Simon, a été arrêté par Klaus Barbie après être tombé dans une souricière à Lyon (il mourra déporté à Sobibor). Le maire, les administrés, tous protègent le secret qui entoure la famille : « tout le village nous avait adoptés », dit Robert Badinter,.
Pendant l’occupation, Cognin est aussi la résidence d’Henry Bordeaux, écrivain académicien qui séjourne fréquemment dans sa maison du Maupas. Hagiographe du maréchal Pétain, qu'il soutient activement, et rencontre régulièrement au moins jusqu'en 1943, il partage et contribue à définir les objectifs de la Révolution nationale,.  Stanley Hoffmann le cite parmi les « conservateurs maurrassiens et les conservateurs autoritaires » qui prennent le pouvoir à Vichy en 1940. Il fait partie des idéologues du régime, avec René Benjamin et René Guillouin, qui adhèrent à la rhétorique du "retour à la terre". Dans Les Murs sont bons (1940), il relate les pleins pouvoirs et illustre sa perspective terrienne avec les travaux des champs à Cognin.
Son principal roman, Les Roquevillard (1906) est transposé au cinéma pendant l’occupation : l'essentiel de l'action se déroule à Chambéry et en Italie mais le film tourné en 1943 a pour décor le château Chiron de Cognin, qui a laissé place au "lotissement du Château".
Brièvement inquiété à la Libération, Bordeaux y finira sa vie et un collège de Cognin porte désormais son nom.

## Politique et administration

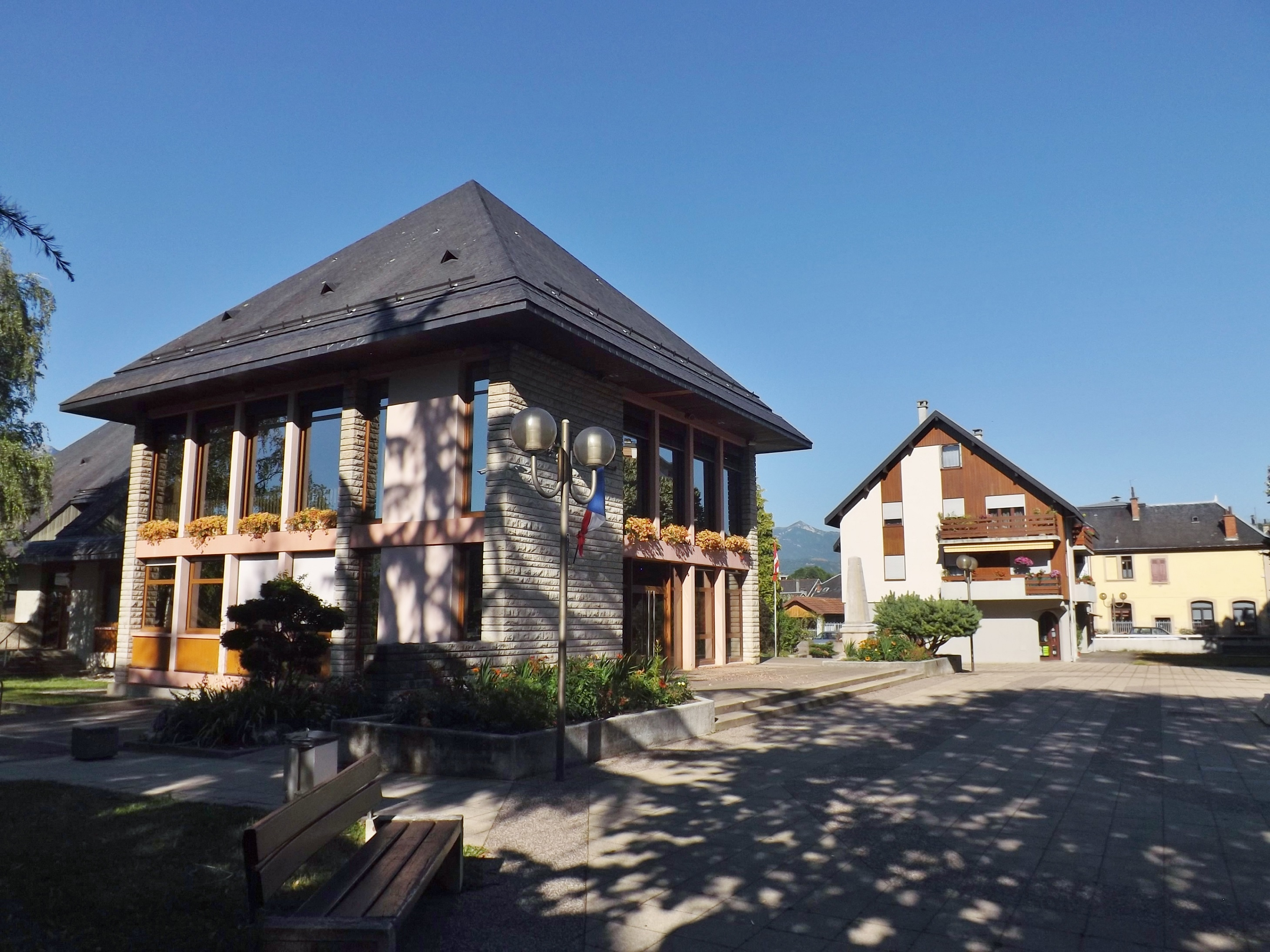
Mairie de Cognin

### Administration municipale
Le conseil municipal de Cognin se compose du maire, de sept adjoints, de deux conseillers municipaux délégués et de dix-neuf conseillers municipaux.
Voici ci-dessous le partage des sièges au sein du conseil municipal :

### Tendances politiques et résultats
|                                          | 1er score | 1er score                             | 2e score | 2e score                                | Participation |
| Élections européennes de 2014            |           | 20,82 % pour Jean-Marie Le Pen (FN)   |          | 19,90 % pour Renaud Muselier (UMP)      | 44,04 %       |
| Élections municipales françaises de 2020 |           | 55,78 % pour Franck Morat (DVG)       |          | 44,22 % pour Lionel Mithieux (DVC)      | 48,78 %       |
| Élections législatives de 2012           |           | 59,70 % pour Bernadette Laclais (PS)  |          | 40,30 % pour Christiane Brunet (DVD)    | 54,57 %       |
| Élection présidentielle de 2012          |           | 54,52 % pour François Hollande (PS)   |          | 45,48 % pour Nicolas Sarkozy (UMP)      | 81,99 %       |
| Élections régionales de 2010             |           | 60,37 % pour Jean-Jack Queyranne (PS) |          | 27,20 % pour Françoise Grossetête (UMP) | 49,77 %       |
| Élections cantonales de 2008             |           | 61,20 % pour Paul Chevallier (PS)     |          | 38,80 % pour Lionel Mithieux (MoDem)    | 49,87 %       |

### Liste des maires
| Période                                  | Période                 | Identité              | Étiquette | Qualité |
| ---------------------------------------- | ----------------------- | --------------------- | --------- | --- |
| novembre 1892                            | avril 1899              | Joseph Rebotton       |           | |
| avril 1899                               | mai 1935                | Louis Champenois      |           | Industriel (soierie). Conseiller général de la Savoie. Président de la CCI de la Savoie.                            |
| mai 1935                                 | mars 1941               | Alfred Carrel         |           | |
| mars 1941                                | août 1944               | Pierre Bollon         |           | |
| août 1944                                | mars 1971               | Alfred Carrel         |           | |
| mars 1971                                | mars 2001               | Jean Fressoz          | DVG       | Inspecteur des impôts retraité Conseiller général du canton de Cognin (1985 → 2008) Président du SIAC (1977 → 1983) |
| mars 2001                                | mars 2008               | Claude Vallier        | PS        | Retraité de l'enseignement Président de l'UDESR de la Savoie                                                        |
| mars 2008                                | mai 2020                | Florence Vallin-Balas | PS        | Retraitée de l'enseignement                                                                                         |
| mai 2020                                 | En cours (au juin 2020) | Franck Morat          | PS        | Cadre territorial chez Grand Chambéry Conseiller départemental depuis 2021                                          |
| Les données manquantes sont à compléter. |                         |                       |           | |

### Jumelages
Cognin n'est jumelée avec aucune autre commune.

## Population et société

### Démographie
Ses habitants sont appelés les Cogneraudes et les Cognerauds, d'après le site de la commune et le site sabaudia.org. Toutefois, d'autres formes sont données, ainsi l'abbé Félix Bernard, historien local, indique « De tout temps, les gens de Cognin sont appelés Cognerans », tandis que les auteurs de l'Histoire des communes savoyardes (1982) sont les Cogneros.

L'évolution du nombre d'habitants est connue à travers les recensements de la population effectués dans la commune depuis 1793. Pour les communes de moins de 10 000 habitants, une enquête de recensement portant sur toute la population est réalisée tous les cinq ans, les populations de référence des années intermédiaires étant quant à elles estimées par interpolation ou extrapolation. Pour la commune, le premier recensement exhaustif entrant dans le cadre du nouveau dispositif a été réalisé en 2008.

En 2022, la commune comptait 6 729 habitants, en évolution de +9,52 % par rapport à 2016 (Savoie : +3,63 %, France hors Mayotte : +2,11 %).
| 1793 | 1800 | 1806 | 1822 | 1838  | 1848  | 1858  | 1861  | 1866  |
| ---- | ---- | ---- | ---- | ----- | ----- | ----- | ----- | ----- |
| 640  | 651  | 736  | 812  | 1 230 | 1 290 | 1 137 | 1 076 | 1 051 |

| 1872  | 1876  | 1881  | 1886  | 1891  | 1896  | 1901  | 1906  | 1911  |
| ----- | ----- | ----- | ----- | ----- | ----- | ----- | ----- | ----- |
| 1 082 | 1 155 | 1 160 | 1 218 | 1 190 | 1 299 | 1 305 | 1 455 | 1 529 |

| 1921  | 1926  | 1931  | 1936  | 1946  | 1954  | 1962  | 1968  | 1975  |
| ----- | ----- | ----- | ----- | ----- | ----- | ----- | ----- | ----- |
| 1 540 | 1 846 | 2 274 | 2 533 | 2 828 | 2 963 | 3 143 | 3 995 | 5 397 |

| 1982  | 1990  | 1999  | 2006  | 2008  | 2013  | 2018  | 2022  | - |
| ----- | ----- | ----- | ----- | ----- | ----- | ----- | ----- | - |
| 6 085 | 5 779 | 5 900 | 5 874 | 5 840 | 5 919 | 6 264 | 6 729 | - |

### Enseignement
La commune est rattachée à l'académie de Grenoble.

## Économie
La commune fait partie de l'aire géographique de production et transformation du « Bois de Chartreuse », la première AOC de la filière Bois en France,.

## Culture locale et patrimoine

### Lieux et monuments

#### Château de Montcharvin

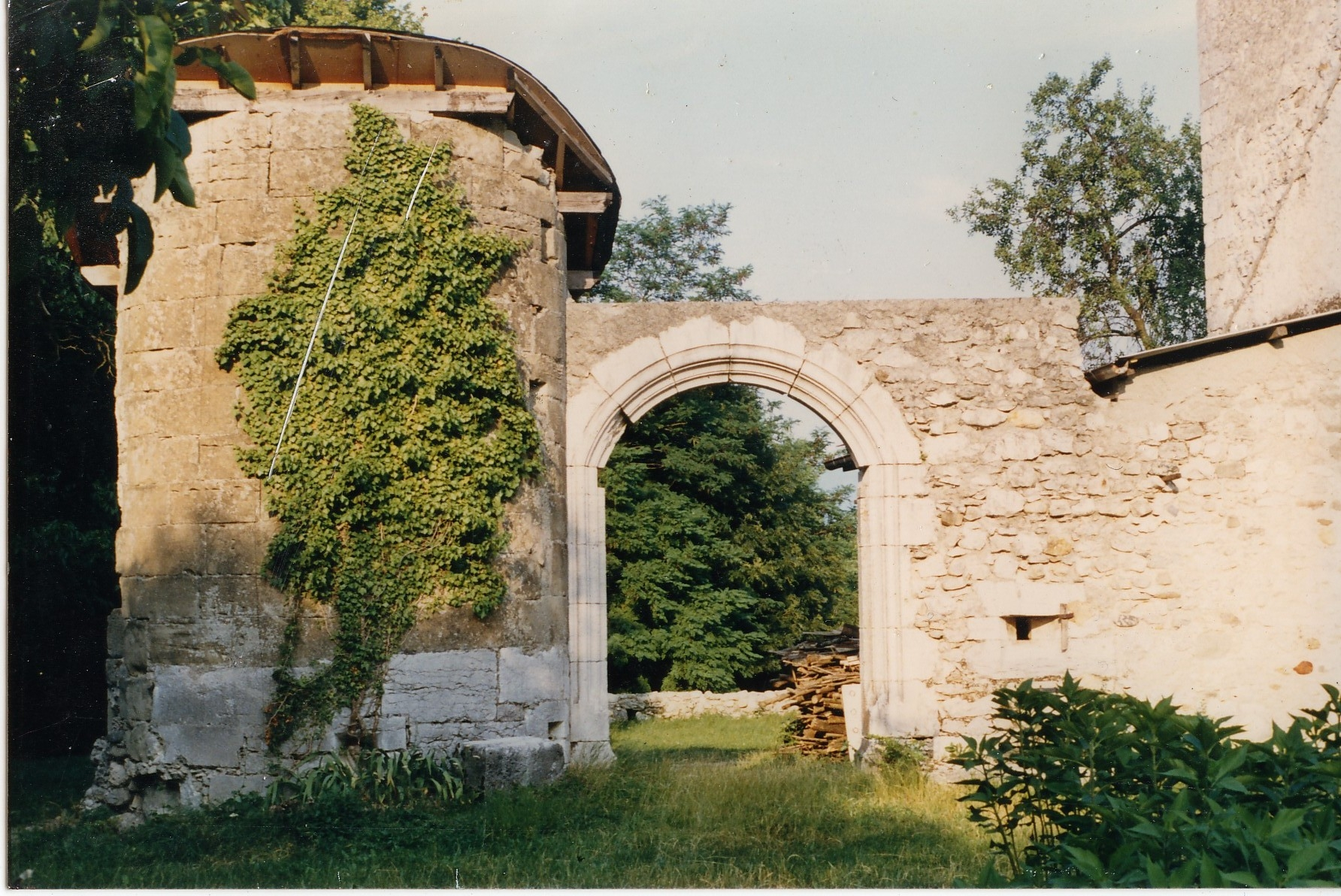
Château de Montcharvin à Cognin.

Le château de Montcharvin est une ancienne maison forte, du XIIIe siècle, remaniée aux XIVe et XVe siècles, qui fut le centre de la seigneurie de Montcharvin. Elle, gardait le vieux chemin de Chambéry aux Échelles par Vimines.

#### Château de Villeneuve
C'est une ancienne maison forte du XIVe siècle qui a conservé des éléments du XVe et XVIIe siècles. Possession de la famille de Villeneuve, il passe ensuite aux Clermont-Mont-Saint-Jean, puis aux Chabod en 1401, au sénateur Bruyset, après 1630, puis à la famille Regard au siècle suivant. Elle servit dans les années 1930 de lieu de villégiature à l'artiste peintre australienne Bessie Davidson : de nombreux tableaux de l'artiste représentent la demeure (intérieur et extérieur).

#### Château de Salins
C'est une ancienne maison forte du XIVe siècle, très remaniée, qui a conservé une grosse tour carrée dite « Tour de Villeneuve » ainsi que quelques vestiges du XVe siècle et des fenêtres à meneaux du XVIe siècle. Elle fut notamment la possession de la famille Piochet.

#### Château de Corinthe
Le château a été rebâti au XVIe siècle sur des bases anciennes. Il accueille aujourd'hui un institut national des jeunes sourds.

#### Autres

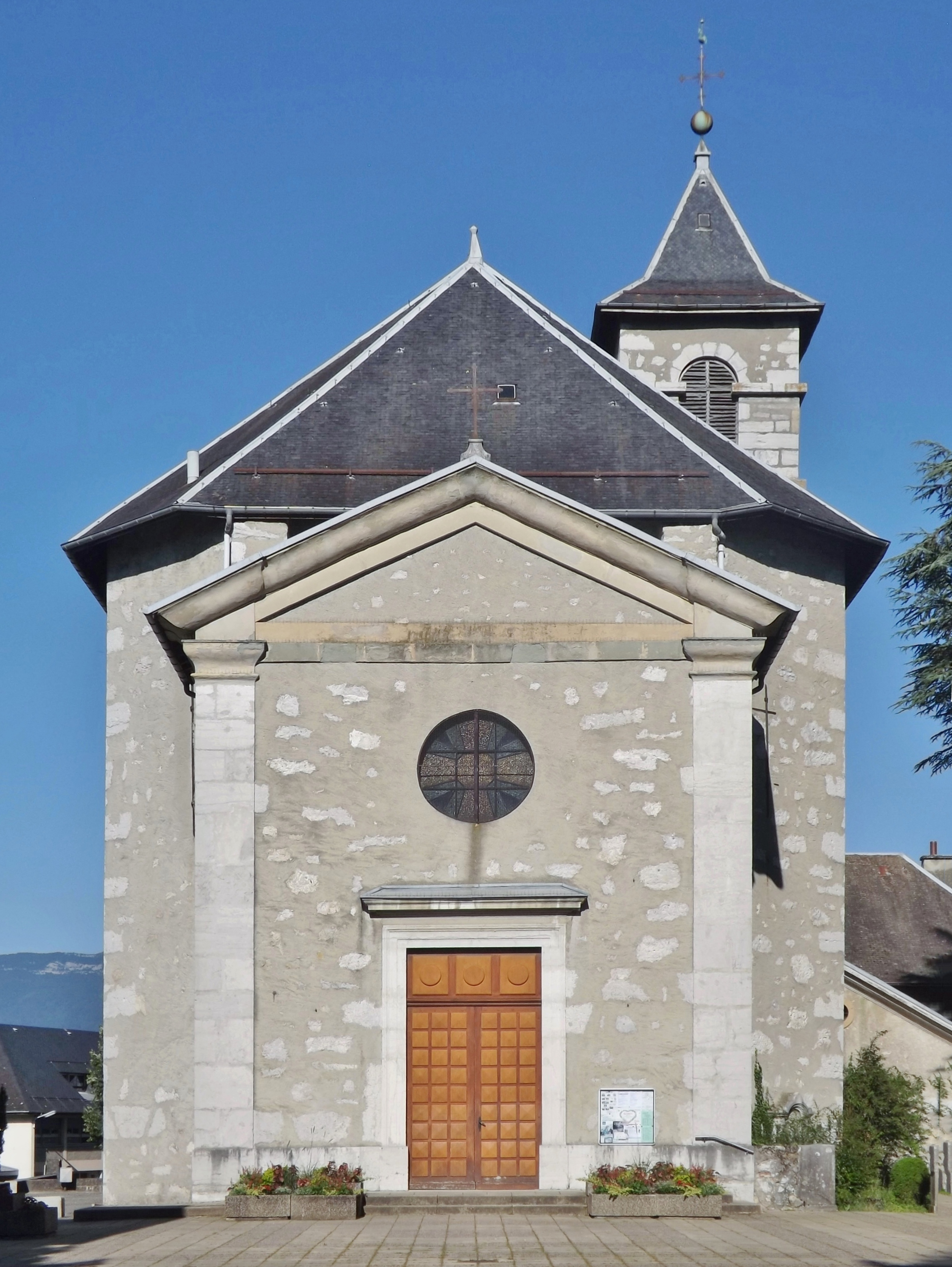
Église Saint-Pierre de Cognin.

- Le château de Martinel (fin du XVIIIe siècle)[39].
- Le château du Forézan, visible sur la mappe sarde de 1730 et réaménagé au début du XIXe siècle avec l'adjonction de colonnes ioniques et d'un fronton[40].
- Le Pont-Vieux.
- Le Canal des arts et l'atelier de l'eau.
- L'église Saint-Pierre et le retable d'Arcabas des disciples d'Emmaüs.
- Les vestiges de la villa gallo-romaine.
- Le collège Henry-Bordeaux[41].
- Le parc et la ferme du Forezan.

### Patrimoine naturel
La commune fait partie du parc naturel régional de Chartreuse.

### Espaces verts et fleurissement
En 2014, la commune de Cognin bénéficie du label « ville fleurie » avec « deux fleurs » attribuées par le Conseil national des villes et villages fleuris de France au concours des villes et villages fleuris.

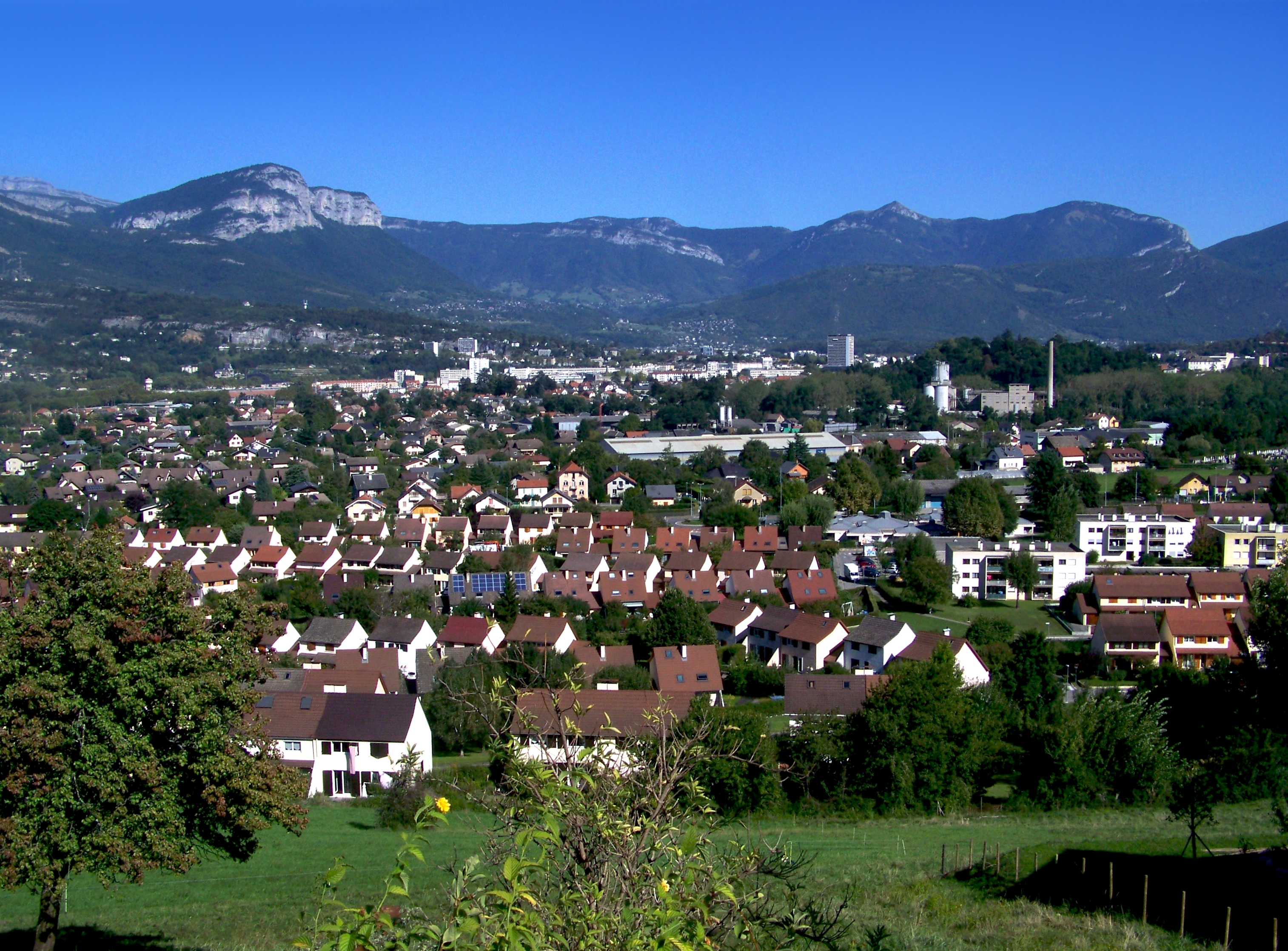
Vue panoramique de Cognin et de Chambéry au second plan.
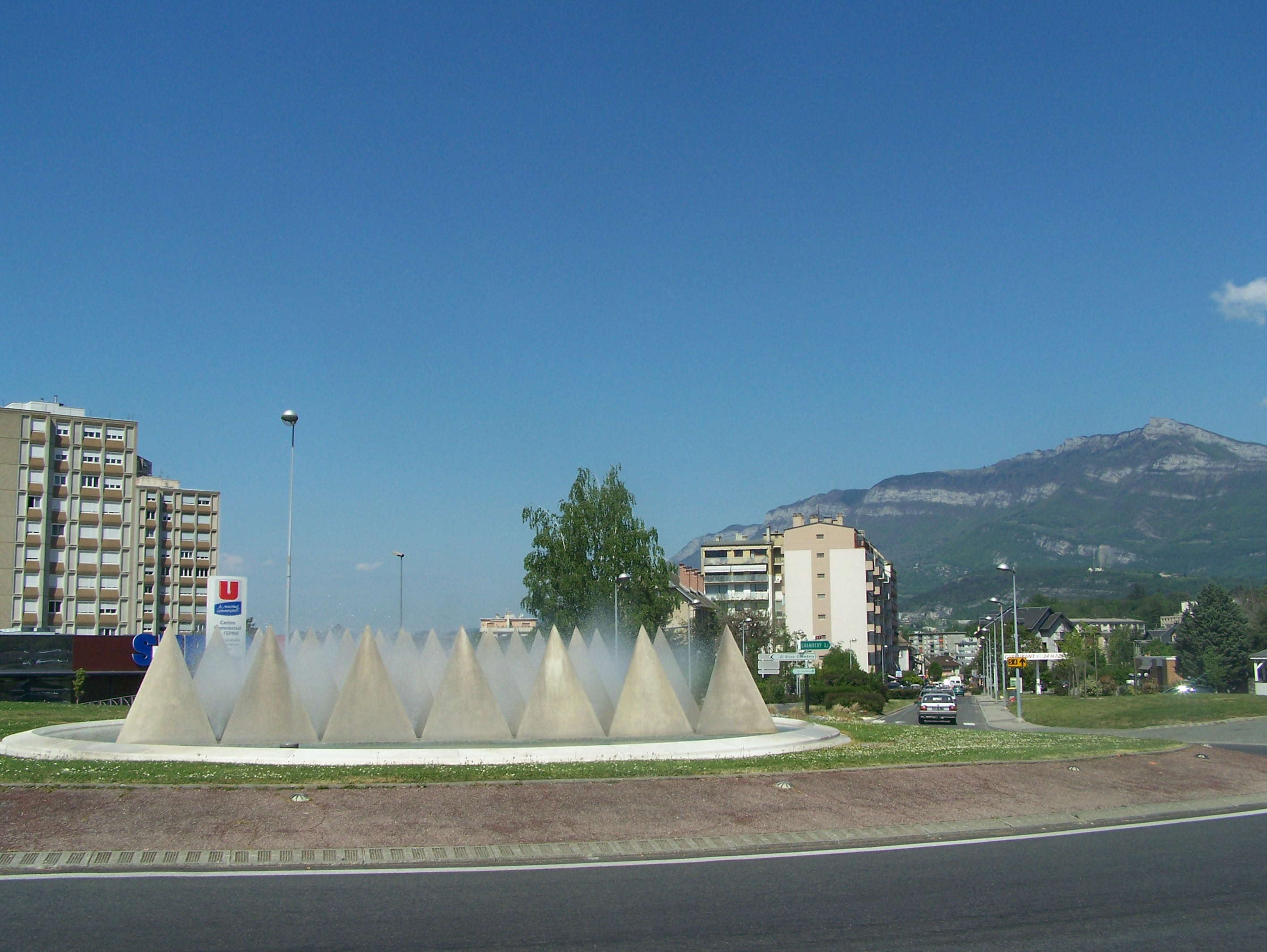
Centre ville de Cognin.
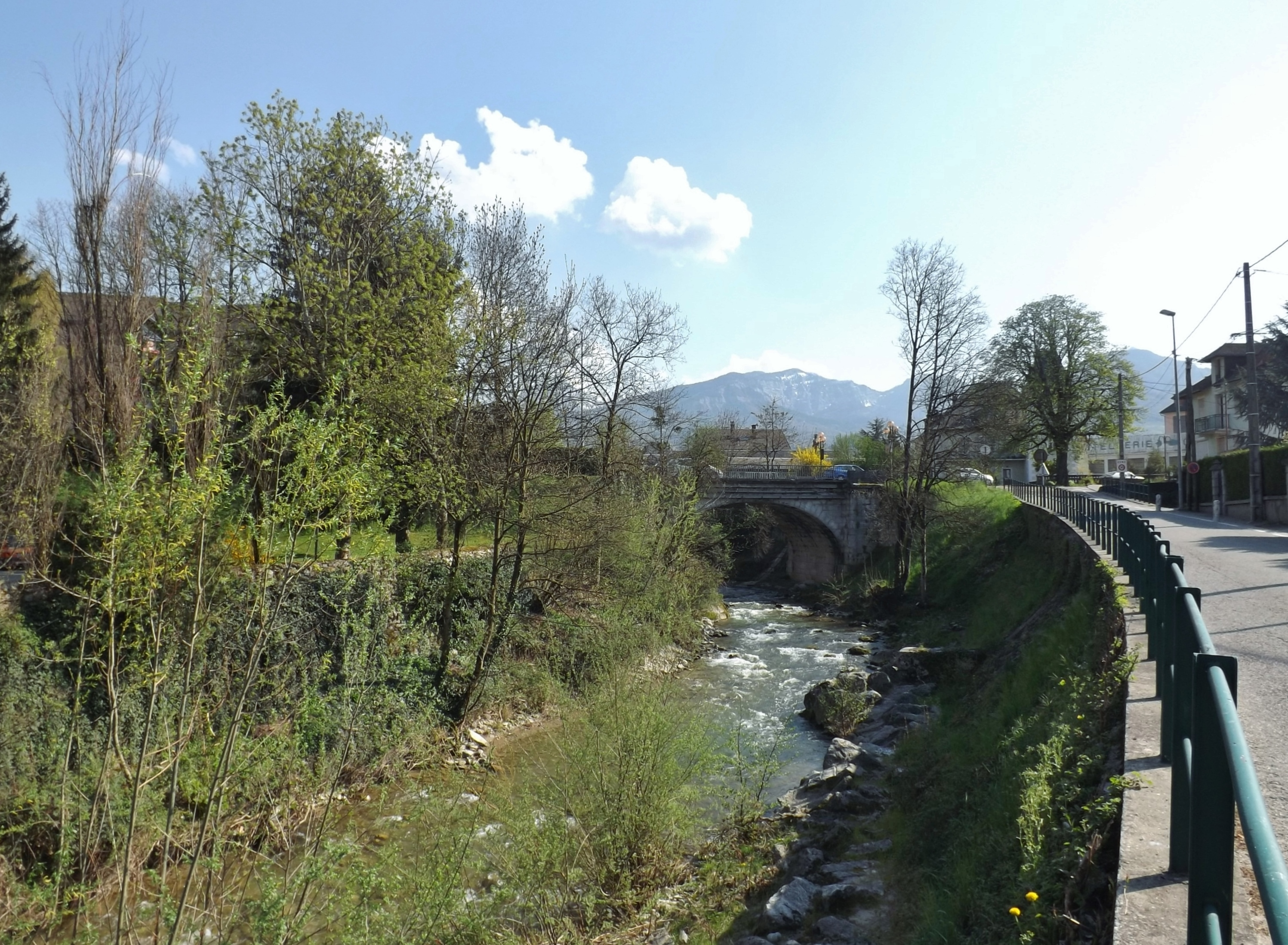
La rivière Hyères qui traverse Cognin.

### Personnalités liées à la commune
- Henry Bordeaux
- Famille Opinel
- Robert Badinter (né en 1928) pendant la Seconde Guerre mondiale, de mars 1943 à août 1944 il trouve refuge, avec sa mère et son frère, à Cognin en périphérie de Chambéry[43] et entre au Lycée Vaugelas, où il s'inscrit avec de faux papiers[44]. Il a été fait citoyen d'honneur de la commune[45].
- Julio Ribera

### Héraldique
| Blason de Cognin | Blason  | De gueules à la bande d'argent chargée d'un heaume de sable à plomb taré de front. |
| Blason de Cognin | Détails | Le statut officiel du blason reste à déterminer.                                   |